# I liga 1959-1960 (pallacanestro maschile)
La I liga 1959-1960 è stata la 26ª edizione del massimo campionato polacco di pallacanestro maschile. La vittoria finale è stata ad appannaggio del Legia Varsavia.

## Risultati

### Stagione regolare
|     | Squadra           | G  | V  | P  | PF   | PS   | Pt. | Qualificazione        |
| --- | ----------------- | -- | -- | -- | ---- | ---- | --- | --------------------- |
| 1.  | Legia Varsavia    | 22 | 17 | 5  | 1631 | 1446 | 39  |                       |
| 2.  | Polonia Varsavia  | 22 | 16 | 6  | 1680 | 1486 | 38  |                       |
| 3.  | Śląsk Breslavia   | 22 | 15 | 7  | 1448 | 1275 | 37  |                       |
| 4.  | Wisła Cracovia    | 22 | 14 | 8  | 1631 | 1436 | 36  |                       |
| 5.  | Lech Poznań       | 22 | 14 | 8  | 1690 | 1585 | 36  |                       |
| 6.  | AZS Varsavia      | 22 | 12 | 10 | 1601 | 1527 | 34  |                       |
| 7.  | Wybrzeże Danzica  | 22 | 11 | 11 | 1450 | 1546 | 33  |                       |
| 8.  | Sparta Cracovia   | 22 | 9  | 13 | 1356 | 1460 | 31  |                       |
| 9.  | ŁKS Łódź          | 22 | 8  | 14 | 1475 | 1655 | 30  |                       |
| 10. | AZS Toruń         | 22 | 7  | 15 | 1599 | 1732 | 29  |                       |
| 11. | Gwardia Breslavia | 22 | 6  | 16 | 1554 | 1710 | 28  | retrocesse in II liga |
| 12. | Cracovia Cracovia | 22 | 3  | 19 | 1433 | 1690 | 25  | retrocesse in II liga |

| I liga 1959-1960         |
| ------------------------ |
| Legia Varsavia 3º titolo |

## Formazione vincitrice
| N° | Naz.               | Ruolo | Sportivo              |  | Alt. |  |
| -- | ------------------ | ----- | --------------------- |  | ---- |  |
|    | Polonia (bandiera) | C     | Jan Appenheimer       |  |      |  |
|    | Polonia (bandiera) | G     | Leszek Arent          |  | 187  |  |
|    | Polonia (bandiera) | G     | Jędrzej Bednarowicz   |  |      |  |
|    | Polonia (bandiera) |       | Wacław Długosz        |  |      |  |
|    | Polonia (bandiera) |       | Zygmunt Dobrenko      |  |      |  |
|    | Polonia (bandiera) |       | Marian Golimowski     |  |      |  |
|    | Polonia (bandiera) | C     | Leszek Kamiński       |  | 186  |  |
|    | Polonia (bandiera) | C     | Władysław Pawlak      |  | 197  |  |
|    | Polonia (bandiera) |       | Mirosław Popławski    |  |      |  |
|    | Polonia (bandiera) | G     | Andrzej Pstrokoński   |  | 185  |  |
|    | Polonia (bandiera) |       | Janusz Samorzewski    |  |      |  |
|    | Polonia (bandiera) |       | Tadeusz Suski         |  |      |  |
|    | Polonia (bandiera) |       | Ryszard Żochowski     |  |      |  |
|    | Polonia (bandiera) | All.  | Władysław Maleszewski |  |      |  |